# (279397) Dombeck
(279397) Dombeck es un asteroide perteneciente al cinturón de asteroides, descubierto el 16 de febrero de 2010 por el equipo del Pan-STARRS desde el Observatorio de Haleakala, Hawái, Estados Unidos.

## Designación y nombre
Designado provisionalmente como 2010 DN77. Fue nombrado por Thomas W. Dombeck (1945-2016) quien obtuvo su doctorado en Física en la Universidad Northwestern. Demostró su genio creativo como profesor, investigador, director del proyecto Pan-STARRS, esposo y padre.

## Características orbitales
Dombeck está situado a una distancia media del Sol de 3,064 ua, pudiendo alejarse hasta 3,400 ua y acercarse hasta 2,727 ua. Su excentricidad es 0,109 y la inclinación orbital 12,686 grados. Emplea 1959,32 días en completar una órbita alrededor del Sol.
Los próximos acercamientos a la órbita de Júpiter se producirán el 7 de noviembre de 2044, el 13 de agosto de 2103 y el 21 de octubre de 2152, entre otros.
Pertenece a la familia de asteroides de (221) Eos.

## Características físicas
La magnitud absoluta de Dombeck es 15,6.